# Йоделка, Иоанна
Иоанна Йоделка (пол. Joanna Jodełka; род. 2 октября 1973 года, Седльце, Польша) — польская писательница детективного жанра.

## Биография
После окончания факультета истории искусств Университета Адама Мицкевича в Познани, осталась на работе в этом городе. Была менеджером и руководителем магазина, гостиницы, ресторана и косметического салона, рекламным лицом одного из Познанских универмагов.
Получила литературный гранд Министерства культуры и национального наследия Польши, а также стипендию Государственного Института киноискусства для осуществления проекта по созданию сценария фильма о Ю. Пилсудском.

## Творчество
Как писательница дебютировала в 2009 году, опубликовав криминальный роман «Polichromia* Zbrodnia o wielu barwach» (World Book, 2009), за который получила премию Grand Caliber (2010). В 2011 году был опубликован её второй детективный роман — «Grzechotka» о проблеме детоубийства новорожденных. В 2012 году вышел третий криминальный роман — «Kamyk», героиней которого была слепая 12-летняя девочка.
В 2014 году издан фантастический роман «Ars Dragonia», в 2015 году — «Kryminalistka» — первый роман из серии с главной героиней писательницей Джоанной.
В 2016 году издан роман Wariatka — вторая книга цикла с писательницей Джоанной.
Автор рассказов, вошедших в антологии «Rewers» (2016), «Trupów hurtowo trzech» (2017), а также путеводителя по дворцам, костёлам и интересным местам Великой Польши — «Na ratunek aniołom diabłom świętym i grzesznikom» (2017).
Кроме того, пишет стихи и песни.